# Norberto Conde
Norberto Conde, dit Beto (né le 14 mars 1931 à Buenos Aires en Argentine, et mort dans cette ville le 8 septembre 2014), est un joueur international argentin de football.

## Biographie

### Club
Il débute avec son club formateur du Club Atlético Vélez Sarsfield, sous la direction de l'entraîneur Victorio Spinetto le 6 avril 1952 lors d'une défaite 2 à 0 contre le club du Club Atlético Banfield. 
Avec l'équipe du « V », il dispute en tout 224 matchs et inscrit en tout 108 buts, devenant l'un des meilleurs buteurs de l'histoire du club. Avec le club du Vélez Sarsfield, il est un des acteurs clés du titre de vice-champion d'Argentine 1953, inscrivant 18 buts. Il est ensuite couronné meilleur buteur du championnat lors de la saison suivante en 1954 avec 19 buts.
Il rejoint ensuite le Club Atlético Huracán en 1959, où il reste jusqu'en 1961, avant de rejoindre l'équipe du Club Atlético Atlanta. Il retourne ensuite dans son club formateur du Vélez Sarsfield, avant de rejoindre un autre club de la capitale, le Ferro Carril Oeste. Bien qu'il ne joue aucun match, il part ensuite finir sa carrière en 1966 en Colombie avec le club de l'Asociación Deportivo Cali pour sa dernière saison. 

### Sélection
Avec l'équipe d'Argentine, il est connu pour avoir remporté la Copa América disputée au Chili en 1955. Entré en jeu en remplacement d'Ángel Labruna à la 79e minute du match contre l'Uruguay, Conde ne reste qu'une minute sur le terrain à la suite d'une agression de Matías González qui est expulsé pour ce geste.

## Palmarès

### Sélection
| Titre        | Équipe    | Année |
| ------------ | --------- | ----- |
| Copa América | Argentine | 1955  |

### Individuel
| Distinction                            | Année |
| -------------------------------------- | ----- |
| Meilleur buteur de la Primera División | 1954  |